# Пантелић
Пантелић је српско презиме, настало од имена Пантелија. Може се односити на следеће особе:
- Драган Пантелић, бивши југословенски репрезентативац
- Миодраг Пантелић, бивши српски репрезентативац
- Марко Пантелић, бивши српски репрезентативац